# Frank Bunker Gilbreth
Frank Bunker Gilbreth, Sr., né le 7 juillet 1868 et mort le 14 juin 1924, est un ingénieur américain, considéré comme l'un des premiers adeptes du taylorisme et un pionnier des time and motion studies (en). 
Il est surtout connu pour son rôle central dans le roman autobiographique écrit par ses enfants : Treize à la douzaine (1948).

## Biographie
Né à Fairfield (Maine) de John Hiram Gilbreth et Martha Bunker, il fait des études secondaires, puis quitte l'école et devient maçon. Il développe des méthodes plus rapides et plus faciles d'appareiller les pierres, ce qui lui donne l'idée de travailler sur l'organisation du travail. Il devient contracteur, inventeur, puis management engineer (en). Il donne occasionnellement des cours à l'Université Purdue.
Le 19 octobre 1904, il se marie avec Lillian Moller Gilbreth à Oakland (Californie). Également spécialiste dans l'organisation du travail. Ils fondent ainsi la firme Gilbreth, Inc.. Le couple aura également 12 enfants : Anne, Mary (1906–1912), Ernestine (en), Martha, Frank Jr. (en), William, Lillian, Frederick, Daniel, John, Robert et Jane.
Il meurt d'une attaque cardiaque le 14 juin 1924 à Montclair (New Jersey), alors qu'il parle au téléphone avec sa femme,. Il aurait donné son cerveau a l'université Harvard, et sa femme dispersa ses cendres dans l'océan Atlantique, conformément à ses dernières volontés.[réf. nécessaire]

## Recherche et développement
Gilbreth utilise une caméra pour filmer les mouvements des travailleurs. Il ramène ainsi tous les mouvements de la main en une combinaison de 17 mouvements simples. Il nomme ces mouvements therbligs (en), une inversion de « Gilbreth » avec une transposition du « th ».
Gilbreth pratique maintes autres innovations. Il est le premier à suggérer qu'un chirurgien soit servi par une infirmière, qui lui passe les instruments demandés. Lors de la Première Guerre mondiale, Gilbreth travaille à trouver des manières plus rapides et efficaces d'assembler et de désassembler de petites armes. Il développe ainsi des techniques pour monter et démonter rapidement des armes et ce, même à l'aveugle. Ces techniques sont enseignées par plusieurs corps armés à travers le monde.
Les travaux des Gilbreth sont souvent associés à ceux Frederick Winslow Taylor, bien qu'il y ait une différence substantielle entre les approches. Taylor visait principalement à réduire le temps de production (le symbole du taylorisme est un chronomètre) alors que les Gilbreth visaient surtout à réduire les mouvements. Ils voyaient leur approche plus respectueuse du bien-être des travailleurs que le taylorisme, souvent perçu par ces derniers comme une simple recherche de profits.
Ces visions différentes ont entraîné un fossé entre Taylor et les Gilbreth, qui s'est transformé en querelle, après la mort de Taylor, entre les suivants de ce dernier et ceux des Gilbreth. Après la mort de Frank, Lillian fait des démarches pour rapprocher les parties, bien que des désaccords demeurent,